# 翼边
翼边数据结构是计算机图形学中描述多边形网格的一种常用的数据边界表示。它明确地描述了三个或者更多表面相交时的表面、边线以及顶点的几何以及拓扑特性。根据相交边的本身方向按照逆时针方向进行表面顺序，另外它可以表示下图所示的数值不稳定的情况。
由于网络明确的连接结构，所以通过翼边数据结构可以快速地在表面、边线以及顶点之间进行访问。这种表示非结构网格的形式与更加简单的多边形网格格式不同，例如节点以及元素链表或者规则网格之间隐含的连接关系。